# Rudolf Kraj
Rudolf Kraj (* 5. Dezember 1977 in Mělník, Tschechoslowakei) ist ein ehemaliger tschechischer Boxer.

## Amateurkarriere
Rudolf Kraj begann im Alter von 17 Jahren mit dem Boxen, wurde 1996 und 1997 Tschechischer Meister im Mittelgewicht und startete noch 1997 bei der Weltmeisterschaft in Budapest, wo er in der Vorrunde knapp mit 4:4+ gegen den Deutschen Dirk Eigenbrodt ausschied. 1998 wurde er Tschechischer Meister im Halbschwergewicht und erreichte das Viertelfinale der Europameisterschaft in Minsk.
Im März 2000 konnte er sich jeweils gegen Malik Beyleroğlu, Courtney Fry sowie Giacobbe Fragomeni durchsetzen und die europäische Olympiaqualifikation in Mestre gewinnen. Bei den anschließenden Olympischen Sommerspielen 2000 in Sydney besiegte er den US-Amerikaner Olanda Anderson, den Nigerianer Jegbefumere Albert und den Ukrainer Andrij Fedtschuk, ehe er im Finale dem Russen Alexander Lebsjak unterlag und somit die olympische Silbermedaille im Halbschwergewicht gewinnen konnte.
2003 wurde er erneut Tschechischer Meister und konnte im selben Jahr an der Weltmeisterschaft in Bangkok teilnehmen, wo er eine Bronzemedaille im Halbschwergewicht gewann; nach Siegen gegen Tino Groß, Mohamed Amari und den Afrikameister Ahmed Ismail, war er im Halbfinale knapp mit 19:23 gegen den späteren Weltmeister Jewgeni Makarenko ausgeschieden.
2004 versuchte er sich bei der europäischen Qualifikation in Plowdiw einen Startplatz bei den Olympischen Sommerspielen in Athen zu erkämpfen und besiegte in den Ausscheidungsrunden Jani Rauhala sowie Eduard Gutknecht, ehe er im Viertelfinale gegen den späteren Turniersieger Yıldırım Tarhan verlor.

### Auswahl weiterer Ergebnisse
- 2004: Vorrunde bei der Europameisterschaft in Kroatien[7]
- 2003: 2. Platz beim Feliks Stamm Tournament in Polen[8]
- 2003: 3. Platz beim Arena Cup in Kroatien[9]
- 2002: Vorrunde bei der Europameisterschaft in Russland[10]
- 1997: 3. Platz beim Chemiepokal in Deutschland[11]
- 1997: 3. Platz beim Golden Belt Tournament in Rumänien[12]

## Profikarriere
Kraj wurde vom deutschen Boxstall Spotlight Boxing unter Vertrag genommen und arbeitete auch mit Universum Box-Promotion. Er bestritt sein Profidebüt im März 2005 und gewann in den folgenden drei Jahren jeden seiner 14 Kämpfe (9 in Deutschland), davon 10 vorzeitig. Im Oktober 2006 hatte er dabei den Titel WBC International Champion im Cruisergewicht gewonnen und konnte diesen fünfmal verteidigen.
Als Nummer 1 der Herausforderer des Verbandes konnte er am 24. Oktober 2008 in Mailand gegen die Nummer 2, den Italiener Giacobbe Fragomeni beim Kampf um den vakanten WBC-Weltmeistertitel im Cruisergewicht antreten, der vom ins Schwergewicht gewechselten David Haye niedergelegt worden war. Der Kampf wurde in der achten Runde aufgrund einer Cut-Verletzung am rechten Auge des Italieners abgebrochen, welche in der siebenten Runde durch einen unbeabsichtigten Kopfstoß durch Kraj verursacht worden war. Nach Auswertung der Punktezettel, Kraj hatte für den Kopfstoß einen Punktabzug erhalten, wurde Fragomeni aufgrund seines Punktevorsprungs durch eine „Technische Entscheidung“ zum Sieger erklärt.
Kraj beendete im Anschluss seine Karriere.

## Sonstiges
Kraj wurde nach seiner Wettkampfkarriere zum Vizepräsidenten des Tschechischen Boxverbandes gewählt. Er ist Miteigentümer des 2008 eröffneten Wellness- und Sporthotels Olympionik in Mělník und gründete 2011 den Boxclub SK Mělník.
Er ist verheiratet und Vater von zwei Kindern.